# Xenostega tyana
Xenostega tyana là một loài bướm đêm trong họ Geometridae.